# Dayna Kurtz

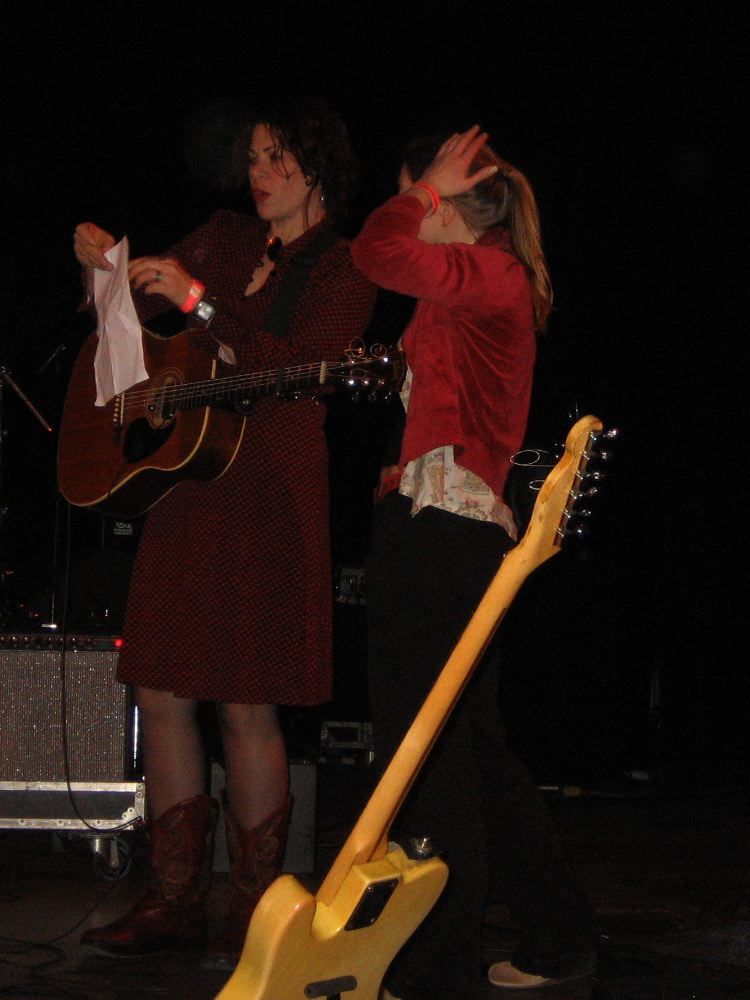
Dayna Kurtz tijdens het festival Blue Highways op 19 april 2008 in Utrecht

Dayna Kurtz is een Amerikaanse singer-songwriter. Ze komt oorspronkelijk uit New Jersey, maar woont tegenwoordig in New Orleans.
Kurtz beschikt over een krachtige, soms harde, stem en begeleidt zichzelf meestal op (slide)gitaar. In haar nummers zijn invloeden van folk, rock, jazz, country, wereldmuziek, chanson en blues terug te vinden.
Om inspiratie op te doen en nummers te schrijven voor haar studioalbum Another Black Feather woonde Dayna Kurtz tijdelijk midden in de woestijn. Dayna Kurtz is een goede vriendin van Norah Jones, die piano speelt en zingt in het nummer 'I got it bad' op het album Beautiful Yesterday.
Behalve eigen composities, waarvoor ze binnen het singer-songwritermilieu erg gewaardeerd wordt (getuige de prijzen die ze reeds ontving), neemt ze graag haar eigen versies van oude klassiekers op om deze terug uit de vergetelheid te halen. De albumreeks Secret Canon focust daarop.
Kurtz heeft getoerd met artiesten van aanzien zoals Elvis Costello, Richard Thompson, Mavis Staples, B.B. King, Dr. John, Richie Havens, Rufus Wainwright, Keren Ann, en The Blind Boys of Alabama.
In 2008 werkte zij mee aan de opname van Mmm...Gumbo?, het tweede album van de Utrechtse band Room Eleven.

## Discografie
- Otherwise Luscious Life - Live (1997)
- Postcards From Downtown (2002)
- Postcards From Amsterdam (live-dvd) (2003)
- Beautiful Yesterday (2004)
- Another Black Feather (2005)
- American Standard (2009)
- For the Love of Hazel: Songs for Hazel Dickens (2010) - Dayna Kurtz & Mamie Minch (6 tracks)
- Secret Canon Vol. 1 (2012)
- Secret Canon Vol. 2 (2013)
- Rise and Fall (2014)
- Here Volume 1 (2017)
- Here Volume 2 (2018)